# Damani Ralph
Damani Ralph, né le 6 novembre 1980, est un joueur international jamaïcain de football qui évoluait au poste d'avant-centre. Il a joué au Chicago Fire et au Roubine Kazan, en Russie.

## Palmarès
- MLS Rookie of the Year 2003